# Eliteserien i bandy 2010/2011
Eliteserien i bandy 2010/2011 spelades 14 november 2010-16 februari 2011 och vanns av Solberg SK, som efter slutspelet även vann det norska mästerskapet i bandy, genom att i finalmatchen den 13 mars 2011 besegra Mjøndalen IF med 5-4. Lag 1-2 i serien gick vidare till semifinalspel, lag 3-4 till kvartsfinalspel. Lag 5-6 säkrade nytt kontrakt och lag 7-8 fick kvala för att hålla sig kvar.

## Seriematcherna
| 14 november 2010 Høvik 5 - 3 Stabæk (Hauger is) Mjøndalen 4 - 5 Solberg (Vassenga) Ready 3 - 6 Ullevål (Gressbanen) 6 december 2010 Sarpsborg 3 - 5 Drammen Bandy (Sarpsborg) 17 november 2010 Drammen Bandy 4 - 10 Mjøndalen (Marienlyst) Solberg 7 - 6 Høvik (Vassenga) Stabæk 4 - 4 Ready (Stabekk is) Ullevål 5 - 3 Sarpsborg (Bergbanen) 21 november 2010 Høvik 5 - 3 Drammen Bandy (Høvikbanen) Mjøndalen 6 - 6 Ullevål (Vassenga) Ready 5 - 5 Sarpsborg (Gressbanen) Stabæk 2 - 5 Solberg (Stabekk is) 24 november 2010 Drammen Bandy 3 - 4 Stabæk (Marienlyst) Sarpsborg 6 - 2 Mjøndalen (Sarpsborg) Solberg 6 - 4 Ready (Solbergbanen) Ullevål 5 - 10 Høvik (Bergbanen) 28 november 2010 Høvik 2 - 7 Sarpsborg (Høvikbanen) Ready 8 - 3 Mjøndalen (Gressbanen) Solberg 6 - 4 Drammen Bandy (Solbergbanen) Stabæk 11 - 3 Ullevål (Stabekk is) 1 december 2010 Ready 7 - 2 Drammen Bandy (Gressbanen) Sarpsborg 3 - 5 Stabæk (Sarpsborg) Ullevål 5 - 8 Solberg (Bergbanen) 6 december 2010 Mjøndalen 13 - 8 Høvik (Vassenga) | 8 december 2010 Drammen Bandy 5 - 7 Ullevål (Marienlyst) Høvik 2 - 6 Ready (Høvikbanen) Solberg 9 - 3 Sarpsborg (Solbergbanen) Stabæk 7 - 0 Mjøndalen (Stabekk is) 17 december 2010 Høvik 4 - 10 Sarpsborg (Høvikbanen) Mjøndalen 4 - 6 Drammen Bandy (Vassenga) Ready 4 - 3 Ullevål (Gressbanen kunst) Solberg 8 - 2 Stabæk (Solbergbanen) 19 december 2010 Drammen Bandy 3 - 6 Høvik (Marienlyst) Sarpsborg 9 - 4 Mjøndalen (Sarpsborg) Stabæk 3 - 5 Ready (Stabekk) Ullevål 4 - 2 Solberg (Bergbanen) 26 december 2010 Drammen Bandy 2 - 3 Sarpsborg (Marienlyst) Solberg 8 - 4 Mjøndalen (Solbergbanen) Stabæk 7 - 1 Høvik (Stabekk is) Ullevål 3 - 7 Ready (Bergbanen) 29 december 2010 Høvik 8 - 4 Solberg (Høvikbanen) Mjøndalen 10 - 3 Drammen Bandy (Vassenga) Ready 4 - 3 Stabæk (Gressbanen) Sarpsborg 5 - 4 Ullevål (Sarpsborg) 5 januari 2011 Drammen Bandy 8 - 6 Høvik (Marienlyst) Sarpsborg 4 - 2 Ready (Sarpsborg) Solberg 2 - 5 Stabæk (Solbergbanen) Ullevål 12 - 8 Mjøndalen (Bergbanen) | 9 januari 2011 Høvik 8 - 8 Ullevål (Høvikbanen) Mjøndalen 6 - 2 Sarpsborg (Vassenga) Ready 2 - 6 Solberg (Gressbanen) Stabæk 7 - 4 Drammen Bandy (Stabekk is) 16 januari 2011 Drammen Bandy 1 - 9 Solberg (Marienlyst) Mjøndalen 4 - 3 Ready (Vassenga) Sarpsborg 7 - 6 Høvik (Sarpsborg) Ullevål 6 - 4 Stabæk (Bergbanen) 19 januari 2011 Drammen Bandy 1 - 4 Ready (Marienlyst) Høvik 11 - 7 Mjøndalen (Høvikbanen) Solberg 6 - 5 Ullevål (Solbergbanen) Stabæk 10 - 3 Sarpsborg (Stabekk) 2 februari 2011 Mjøndalen 5 - 8 Stabæk (Vassenga) Sarpsborg 5 - 3 Solberg (Sarpsborg) Ullevål 5 - 7 Drammen Bandy (Bergbanen) 6 februari 2011 Ready 8 - 8 Høvik (Gressbanen) 13 februari 2011 Høvik 5 - 7 Ullevål (Høvikbanen) Mjøndalen 5 - 1 Drammen Bandy (Vassenga) Ready 7 - 1 Sarpsborg (Gressbanen) Solberg 4 - 5 Stabæk (Solbergbanen) 16 februari 2011 Drammen Bandy 5 - 2 Høvik (Marienlyst) Sarpsborg 8 - 7 Solberg (Sarpsborg) Stabæk 8 - 2 Ready (Stabekk) Ullevål 5 - 8 Mjøndalen (Bergbanen) |

## Seriespelet
| Nr |  | Lag           | Spelade | Vinster | Oavgjorda | Förluster | Gjorda mål | Insläppta mål | Poäng |
| -- |  | ------------- | ------- | ------- | --------- | --------- | ---------- | ------------- | ----- |
| 1  |  | Solberg       | 18      | 12      | 0         | 6         | 105        | 77            | 24    |
| 2  |  | Stabæk        | 18      | 11      | 1         | 6         | 98         | 67            | 23    |
| 3  |  | Sarpsborg     | 18      | 10      | 1         | 7         | 87         | 88            | 21    |
| 4  |  | Ready         | 18      | 9       | 3         | 6         | 85         | 72            | 21    |
| 5  |  | Ullevål       | 18      | 7       | 2         | 9         | 99         | 110           | 16    |
| 6  |  | Mjøndalen     | 18      | 7       | 1         | 10        | 103        | 112           | 15    |
| 7  |  | Høvik         | 18      | 6       | 2         | 10        | 103        | 118           | 14    |
| 8  |  | Drammen Bandy | 18      | 5       | 0         | 13        | 67         | 103           | 10    |

## Slutspel

### Kvartsfinaler
| Mjøndalen | 5 - 2 | Sarpsborg | (Vassenga, 18 februari 2011)  |
|           |       |           |                               |
| Sarpsborg | 4 - 8 | Mjøndalen | (Sarpsborg, 20 februari 2011) |

| Ready   | 3 - 2 (efter förlängning) | Ullevål | (Gressbanen, 18 februari 2011) |
|         |                           |         |                                |
| Ullevål | 6 - 3                     | Ready   | (Bergbanen, 20 februari 2011)  |
|         |                           |         |                                |
| Ready   | 9 - 3 *                   | Ullevål | (Gressbanen, 21 februari 2011) |

- Ullevål protesterade mot Readys användare av icke-berättigad spelare (Christian Waaler som meddelat övergång från Høvik) fick medhåll av Norges Bandyforbund. Ullevål tilldömdes segern med 1-0.[1]

### Semifinaler
| Stabæk  | 14 - 2 | Ullevål | (Stabekkbanen, 26 februari 2011) |
|         |        |         |                                  |
| Ullevål | 3 - 8  | Stabæk  | (Bergbanen, 28 februari 2011)    |
|         |        |         |                                  |
| Stabæk  | 4 - 2  | Ullevål | (Stabekkbanen, 2 mars 2011)      |

| Solberg   | 7 - 4 | Mjøndalen | (Solbergbanen, 26 februari 2011) |
|           |       |           |                                  |
| Mjøndalen | 5 - 4 | Solberg   | (Vassenga, 28 februari 2011)     |
|           |       |           |                                  |
| Solberg   | 5 - 6 | Mjøndalen | (Solbergbanen, 2 mars 2011)      |
|           |       |           |                                  |
| Mjøndalen | 5 - 4 | Solberg   | (Vassenga, 4 mars 2011)          |

### Final
Stabæk - Mjøndalen 5–4 (3-2).
Marienlyst stadion, Drammen, söndag 13 mars 2011, 885 åskådare.
- 0-1 Nicolai Schau
- 1-1 Knut Holmen-Jensen
- 2-1 Stian Holmen-Jensen
- 2-2 Lars Christian Sveen
- 3-2 Christian Randsborg (straff)
- 4-2 självmål
- 5-2 Stian Holmen-Jensen
- 5-3 Jonas Pettersson
- 5-4 Robert Arnesen (straff)

Domare: Kjell-Arild Disch, Frem-31, Lasse André Holm, Sarpsborg BK och Carl Jansson, Hauger BK.
Utvisningar: Stabæk 30 minuter och Mjøndalen 10 minuter.

#### Norska mästarna
1. Aleksander Nygaard
2. Henrik Hoel
3. Lars Edvardsen
4. Petter Løyning
5. Magnus Høgvold
6. Nicolay Jensen
7. Nicolay Salin
8. Knut Holmen Jensen
9. Bjørn Buskquist
10. Stian Holmen Jensen
11. Magnus Hedly
12. Simen Holmen Jensen
13. Fredrik Randsborg
14. Christian Randsborg
15. Lars Johanson
16. Andreas Killingstad

Solberg SK norska mästare i bandy för herrar säsongen 2010/2011.

## Kvalspel till Eliteserien
Lag 1-2 till Eliteserien 2011/2012. Lag 3-4 till 1. Divisjon 2011/2012.

### Omgång 1
26 februari 2011 Drammen Bandy 9 - 1 Øvrevoll/Hosle (Marienlyst)

26 februari 2011 Høvik 10 - 5 Snarøya (Høvikbanen)

### Omgång 2
2 mars 2011 Snarøya 7 - 9 Drammen Bandy (Snarøyabanen)

2 mars 2011 Øvrevoll/Hosle 2 - 18 Høvik (Hauger is)
|   |  |                | S | V | U | T | +  | −  | P |
| - |  | -------------- | - | - | - | - | -- | -- | - |
| 1 |  | Høvik          | 2 | 2 | 0 | 0 | 28 | 7  | 4 |
| 2 |  | Drammen Bandy  | 2 | 2 | 0 | 0 | 18 | 8  | 4 |
| 3 |  | Snarøya        | 2 | 0 | 0 | 2 | 12 | 19 | 0 |
| 4 |  | Øvrevoll/Hosle | 2 | 0 | 0 | 2 | 3  | 27 | 0 |

Tredje omgången ströks, då den inte skulle påverkat tabellen. Høvik och Drammen behöll därmed platsen i Eliteserien.
Den här artikeln är helt eller delvis baserad på material från norskspråkiga (bokmål) Wikipedia.

### Fotnoter
1. ↑  Richard Sveaas Dale (25 februari 2011). ”Ullevål blir semifinalemotstander for Stabæk”. Asker og Bærum Budstikke. http://www.budstikka.no/sport/bandy/ulleval-blir-semifinalemotstander-for-stabek-1.6057189. Läst 26 februari 2011.